# Душан Радић
Душан Радић (Сомбор, 10. април 1929 — Београд, 3. април 2010) био је српски композитор, универзитетски професор и академик.

## Биографија
Рођен је у Сомбору где је завршио основну школу и два разреда гимназије. Истовремено је похађао и музичку школу Српског црквеног певачког друштва. Преселио се у Београд 1941. године, те наставио школовање у Другој мушкој гимназији и у Музичкој школи „Станковић“. Музичку академију у Београду уписао је 1946. године, у класи композиције Миленка Живковића, који му је био ментор до 1954. године. На усавршавање у Париз код Даријуса Мијоа и Оливијеа Месијана отишао је 1957. године, да би постдипломске студије окончао 1962. године поново у класи Миленка Живковића. 
Већ је у студентским радовима испољио склоност ка иновативности и трагању за другачијим изражајним средствима од оних из позно-романтичарског и/или соц-реалистичког канона. Ретко је цитирао фолклорне мелодије, иако “одаје порекло са нашег тла”, док је вокалне деонице често третирао инструментално, наглашавајући ритмичку компоненту. Његову Сонату лесту за клавир, написану још за време студија, премијерно је извела 1952. године Мирјана Шуица, чиме Радић на себе скреће пажњу музичке јавности. Симфонијета у три става, Радићев дипломски рад, представљена је публици на концерту Београдске филхармоније којом је дириговао Живојин Здравковић, 8. јуна 1954. године. Исте године, 17. марта, остварење Списак, тринаест крокија, тада у верзији за сопран и клавир, изведено је на концерту композиција Душана Радића и Енрика Јосифа, уз суделовање Љубице Врсајков и Ружице Мијатовић. Критика се у вези са овим концертом спорила око питања модернизма и реализма, истичући, свако са своје стране, којим путем српско музичко стваралаштво треба да се креће. Кантату У очекивању Марије су премијерно извели 27. марта 1957. године чланови Београдске филхармоније и хора Радио Београда под управом Оскара Данона уз суделовање Бисерке Цвејић и Љубе Тадића. Исти оркестар је под вођством Драгољуба Ерића касније те године (26. новембра) извео и Дивертименто за гудачки оркестар, вибрафон и удараљке. 
Радић је као слободан уметник деловао 25 година (од 1954. до 1979), да би 1979. године био изабран је за професора композиције на Академији уметности у Новом Саду где се бавио педагошким радом до пензионисања. Стручно се усавршавао у Паризу, Москви, Риму, Риги, Кијеву, Санкт Петербургу, Прагу и Лондону. Био је активан у музичком животу земље четири и по деценије, између осталог, као члан Удружења композитора Србије од 1949. године. Добитник је више награда и признања (Награда Савеза композитора Југославије 1954; Октобарска награда града Београда 1959; награда Петар Коњовић 1972. идр). За дописног члана Српске академије наука и уметности изабран је 1972. године, а за редовног 1983. 
Умро је 3. априла 2010. у Београду.

## Стваралаштво
Радићев опус чине музичко сценска дела као што су опера Љубав то је главна ствар и балет Балада о месецу луталици; вокално-инструментална остварења Ћеле кула, Усправна земља, У очекивању Марије, Призори са села, Списак, Предели, Опседнута ведрина; композиције за оркестар Симфонија, Симфонијета, Две симфонијске слике, Дивертименто, Кончертино, Варијације на народну тему; комади за камерне саставе и соло инструменте.

### Музички језик
Реска сазвучја и политоналност се могу пронаћи већ у Радићевом дипломском раду, Симфонијети. Међутим, у његовим делима нису ретки ни сегменти лирског тонуса и “лежерне ведрине”. Маркантност тема Радић углавном постиже служећи се скерцозном, бурлескном ритмиком, због чега се често у његовим делима говори о гротески и пародији. Композитор не напушта тонално мишљење иако његове клишее изазива неуобичајеним третманом паралелних акорада и особених остинатних фигура.

### Балада о месецу луталици
Балада о месецу луталици је балет у три слике Душана Радића из 1957. године, написан према либрету Боре Ћосића. Социо-психолошки заплет, обојен фантастиком, Радић је омузикалио претежно неокласичним изразом, посвећујући нарочиту пажњу обликовању ритма, што неретко изазива асоцијације на џез. Аутор је компоновао и концертну свиту са музиком из овог балета. 
Пролог и прва слика. Песник, иначе службеник у научном институту, осећа на сваком кораку – на улици, на фудбалској утакмици, на плажи, у неуспеху код своје секретарице – да не припада свету који га окружује. Наговорен од свог двојника – свог другог, иронично-рационалног ја – он полази да тражи свој љубавни идеал међу звездама, разменивши улоге с Месецом. 
Друга слика. Ни на небу Песник не налази ону коју тражи. Зелена комета га узалуд мами; небеско јавно мњење је увређено његовом индиферентношћу, и Песник је најзад принуђен да се спасава скоком на земљу. 
Трећа слика. На земљи Песник и даље трага за женом својих снова; начас му изгледа да ју је нашао у бару, но разочарење следи и он продужује своја лутања. Сама садржина балета окренута свакодневици (помињу се и такви локализми као што су Дорћол и Мажестик), неуобичајена је, а неке интервенције у форми створиле су хибридан облик – појава рецитатора, на пример, који се уплиће у радњу и међу балетске играче, елементи џеза, па и сам џез-ансамбл на сцени. 
Крај IV слике, када Песник изјављује „Сам сам на сцени“, могао је да води у правцу потпуног уклањања оног невидљивог зида између извођача и гледаоца у смислу изласка из самог дела, релативизовања његовог значаја, што би значило антиципацију једног битног елемента савременог позоришта уопште. Антологијска сцена балета јесте на самом његовом крају када Песник у кафани, у једном правом ироничном обрту, убија Самоубицу, и то на фону отужне, аутентичне кафанске музике, без имало трагике, готово рутински, али и без тежине која би евентуално могла да угрози наметнути мјузикхоловско-варијететски карактер дела. Радић је о овом свом делу изјавио: „Као млад композитор, почетник, био сам узнемирен новим открићима, новим сазнањима и још свежим сећањима на ратне страхоте. Када су се адолесцентна узбуђења стишала, када су разрогачене очи почеле трезвеније да гледају, свет се мењао у бурлеску; маштом сам прикривао преозбиљне ствари. Искуство је доносило поуку да игру треба наставити много лежерније и да незгоде не треба буквално схватити. Окренуо сам се позоришту. Почео сам да пишем балет, па оперу, све с намером да лако прихватљивом музиком пружим само подстицаје слушаоцима, гледаоцима, подстицаје самосталног решавања животних загонетки. Радња је замишљена као пародија романтичарске љубави, „љубави изнад свега“. То је лака и ненаметљива прича о песничкој души и свакидашњим илузијама. Понекад живахном, понекад сетном, „питком“ музиком и веома сликовитим стиховима, хтео сам да неосетно наведем гледаоце на размишљање о механизованом механизму данашњице, да разбудим њихове духовне активности, дакле, оне активности које су се прилично улењиле у данашњим, како би то Чаплин рекао, „модерним временима“. Што више разноврсности у игри, што више ведрине у музици, што више живописних призора са уздржаном поуком „све је добро што се добро сврши“! Мислим да „динамичан“ либрето и „танцовална“ музика пружају захвалне могућности за један богат позоришни спектакл савременог израза.... Поменућу још једну специфичност овог балета. У музичко ткиво сам убацивао ритмичке и мелодијске елементе џеза, наравно стилизованог, прилагођеног целини тако да не ремети стилско јединство. У трећој слици се, чак, појављује и прави џез-квинтет на самој сцени (у кафе-бару). И као још једна допуна уобичајених изражајних средстава класичног балета, мислим да би врло применљиве биле пантомимске сцене, а такође, добродошло би било и дискретно коришћење акробатике.“

### Две симфонијске слике
Две симфонијске слике из 1953. године, чине диптих у чијем је завршном ставу оркестру придружен женски хор и мецосопран соло. Радић је, као мото дела, на партитури записао цитат из De profundis Оскара Вајлда: „…И ја знам да мене, за кога цвеће значи део жеља, чекају сузе у чашицама неке руже.“ Прва слика описује контуре слободно третираног сонатног облика у коме основу тематизма чине корал лимених дувача и скерцозна линија сложене метрике. Троделност друге слике је остварена симетричним позиционирањем на растојању двају одсека у форми ронда, између којих се, као оса симетрије, налази интермецо под називом Елегија. Напета тема са септимним скоковима соло виолине се у првом одсеку смењује са живахним наступима мецосопрана, док је у другом, оркестарски материјал супротстављен хорском парту.

### Списак, тринаест крокија за тринаест извођача
Настао још за време студија као дело за сопран и клавир, Списак, тринаест крокија за тринаест извођача, Радић је у коначном виду завршио 1954. године, инструментирајући га за сопран, мецосопран, обое, енглески рог, саксофоне, баскларинет, харфу, контрабас и удараљке. Дело је у првобитном виду одликовано наградом Савеза композитора Југославије. Композиција је написана на сажете стихове Васка Попе, који, према Радићевим речима, „сликају унутрашњу природу предмета, њихов живи, очовечени лик. Лапидарност поетског израза резултовала је „балканизованом” структуром музичког тока, која се огледа не само у броју „крокија”, већ и у њиховим међусобним односима. Наиме, Радић у Списку манипулише веома великим фондом изражајних средстава, смело третирајући деонице, измештајући их из тада уобичајеног хабитуса. Вокални парт је посебно динамичан, будући да је у њему интензитет и квалитет експресије постигнут скандирањем, остинатним мотивима и шпрехштимеом, те мелизмима и инструменталним третманом гласа.

### Гунгулице
Гунгулице за мешовити хор јесте композиција инспирисана фолклором и стваралаштвом Стевана Мокрањца. Радић је материјал за ово дело пронашао у збирци Владимира Ћорђевића Из предратне Србије. Он се није водио начелима аутентичности и територијалне кохерентности звучног материјала, већ је песме бирао према звучности. Тако се у овом делу налазе обредне, љубавне, шаљиве мелодије, чији след не описује никакву “логичну” драматургију, каква је позната из Руковети. Радић се надовезао на народну праксу коришћења исте мелодије за различите текстове и обрнуто, а употребом напева уског опсега које најчешће користи како би формирао остинатне блокове, он не тежи трагању за “аутентичним” фолклором, већ ствара модернистичку конструкцију сведеног израза, чија реска квинтна и секундна сазвучја остварују извесне везе са народном певачком традицијом, али се пре свега могу посматрати као део ауторових неокласицистичких тенденција. 

### Ораторио профано
Ораторио профано је композиција из 1974. године за 3 рецитатора, 3 камерне групе инструмената, 4 оркестра, 4 тимпана, оргуље и магнетофонску траку. Премијерно је изведена 1979. године. Радић се приликом компоновања овог дела служио за њега уобичајеним моделима за симулацију из домена фолклорне и популарне музике, али и онима који су познати из историје авангарди, као што је алеаторика, перформанс, звучна поезија и електронски медиј. Такође, композитор посеже и за цитатима из дела за клавир Александра Скрјабина и Игора Стравинског. О овом остварењу аутор каже: „ораторио није прекретница у мом раду како су то неки помислили... Нисам хтео да измислим ништа ново. Немам откривачких амбиција, не волим голе експерименте без резултата, не калемим научне теорије на музичко ткиво. Једноставно, као уметник, покушао сам да, од данас присутних „музичких флуида“ конструишем облик као своју представу слике нашег доба“.

## Списак значајнијих дела
Музичко-сценска дела
- балет Балада о месецу луталици (1957)
- опера Љубав то је главна ствар (1962)

Вокално-инструментална остварења: 
- Списак (1952/54)
- Усправна земља (1964)
- У очекивању Марије (1955)
- Опседнута ведрина (1954)
- Ћеле кула (1957)
- (1974)

Композиције за оркестар: 
- Две симфонијске слике (1953)
- Симфонијета (1954)
- Дивертименто (1956)
- Кончертино (1956)

Хорске композиције:
- Гунгулице (1953)

Камерна дела: 
- Гудачки квартет оп.24, бр.1 (1997)

Клавирска дела: 
- Соната леста за клавир (1950)

### Нотна издања (избор)
- Соната леста (УКС, 1985)
- Четири сонатине (УКС, 1986)
- Три прелудијума (УКС, 1985)
- Свита за клавир (издање аутора)
- Прелудио, Аријета и Токатина за харфу (издање аутора)
- Сонатина оп.1 бр. 2 за обоу и клавир (Београд, 1984), партитура и штим
- Приповетка, за трубу и клавир (Београд, 1970)
- Јесења песма, поема за мешовити хор оп.2, бр. 3 (УКС, 1983)
- Весела пловидба и друге песме за дечји хор, глас и клавир (Београд, 1988)
- Дечји врт, 32 песме за децу и мала хорска свита за дечји хор и клавир (Нота Књажевац, 1981)
- Три песме, за сопран, харфу и гудачки оркестар оп.2 бр. 2 (УКС, 1981)
- Песма и игра за виолину и гудачки оркестар (Београд, 1983)
- Трансфигурације, за дувачки квинтет и гудачки оркестар оп.22 бр. 1 (Београд, 1987)
- Кончертино, за кларинет и гудачки оркестар оп.2 бр. 4 (УКС, 1982)
- Багателе за дувачки квинтет оп.13, бр. 4 (Београд, 1984)
- Варијације на народну тему, оп.4 бр. 1 (УКС, 1981)
- Симфонијета (Едиције композитора Југославије, 1965)
- Симфонија бр.1 (УКС, 1969)
- Усправна земља, камерна кантата оп.15 (СAНУ, 1976)
- У очекивању Марије, кантата оп.9, (СAНУ, 1980)
- Учитељи, оп.12 (СAНУ, 1988)
- Гласови са Шумарица, кантата у спомен погинулима у Крагујевцу 1941, оп.16 (СAНУ, 2007)
- Ћеле – кула, кантата (Просвета, 1963)
- Призори са села оп.3 бр. 3 (Београд, 1986)
- Вукова Србија, свечана саборска песма за солисте, хор и оркестар (УКС, 1979)
- Стеријино ништа из ништа, епитаф за мешовити хор (издање аутора)
- Гунгулице, хорски обрасци за групу од 24 певача (издање аутора)
- Свита у старом стилу, игра из опере „Љубав то је главна ствар“ (Београд, 1989)
- Свита из балета „Балада о месецу луталици“, (Едиције композитора Југославије, 1962)

### Дискографија (избор)
- Вукова Србија, ПГП РТБ, LP 2505, 1977.
- 11.
- 11.
- 3.
- 517, 1964
- , 2011